# جايسون بريستلي
جايسون بريستلي (بالإنجليزية: Jason Priestley)‏ هو سائق سيارة سباق ومنتج أفلام ومخرج وممثل كندي وأمريكي، ولد في 28 أغسطس 1969 بفانكوفر في كندا.

## أعمال

### أفلام
- (1986) الفتى الذي بإمكانه الطيران
- (1993) تومبستون
- (2005)  القصة غير مروية

### مسلسلات
- اسمي إيرل
- بيفرلي هيلز 90210
- كيف قابلت أمكما
- private eyes

## وصلات خارجية
- جايسون بريستلي على موقع IMDb (الإنجليزية)
- جايسون بريستلي على موقع ألو سيني (الفرنسية)
- جايسون بريستلي على موقع ميوزك برينز (الإنجليزية)
- جايسون بريستلي على موقع تيرنر كلاسيك موفيز (الإنجليزية)
- جايسون بريستلي على موقع أول موفي (الإنجليزية)
- جايسون بريستلي على موقع قاعدة بيانات الأفلام السويدية (السويدية)
- جايسون بريستلي على موقع إن إن دي بي (الإنجليزية)
- جايسون بريستلي على موقع قاعدة بيانات الفيلم (الإنجليزية)
- جايسون بريستلي على موقع كينوبويسك (الروسية)